# Archidiocèse de Pise
L'archidiocèse de Pise (en latin : Archidioecesis Pisana ; en italien : Arcidiocesi di Pisa) est un archidiocèse métropolitain de l'Église catholique d'Italie appartenant à la région ecclésiastique de Toscane.

## Territoire
L'archidiocèse se situe sur une partie de la province de Pise, les autres fractions de la province étant dans les diocèses de San Miniato et de Volterra. Il gère une partie des deux communes Collesalvetti et Cecina dans la province de Livourne. Il est archidiocèse métropolitain et possède 4 diocèses suffragants : Livourne, Massa Carrare-Pontremoli, Pescia et Volterra. Son territoire a une superficie de 847 km2 divisé en 166 paroisses regroupées en 9 archidiaconés. Le siège de l'archevêché est situé à Pise avec la cathédrale Notre-Dame-de-l'Assomption. Dans la même ville, on trouve plusieurs églises qui sont des lieux de pèlerinage. L'église Sainte-Catherine-d'Alexandrie conservent les corps des bienheureuses Claire Gambacorti et Marie Mancini, religieuses dominicaines. L'église San Frediano garde les reliques du bienheureux Barthélémy Aiutamicristo tandis que le bienheureux Dominique Vernagalli (it) est dans l'église Saint-Michel de Borgo.

## Histoire
Le diocèse de Pise naît dans les premières décennies du IVe siècle avec des frontières proches des limites des circonscriptions civiles de l’époque. Le 1er évêque connu est Gaudenzio, présent au concile de Rome de 313. Au VIe siècle, avec l'invasion des Lombards, le territoire diocésain subit une forte réduction au nord. Le 21 avril 1092, sous Daimbert de Pise, Pise est élevée au rang d'archidiocèse métropolitain. Par la bulle Cum universis du 27 avril suivant, le pape Urbain II donne à Pise les diocèses suffragants d'Aléria et d'Accia.
Au siècle suivant, Gênes est également érigée en siège métropolitain et trois diocèses de Corse sont nommés suffragants. Le 11 avril 1176, le pape Alexandre III étend la juridiction primatiale pisane aux judicats de Cagliari et d'Arborée. Cependant, lorsque les Pisans sont expulsés du domaine de la Sardaigne par les Aragonais (1324), ils perdent tous les droits sur les îles. En 1446, Sienne est également érigée à la dignité d'archiépiscopal et la province ecclésiastique de Pise lui donne comme suffragants les diocèses de Massa Marittima et de Populonia (de).

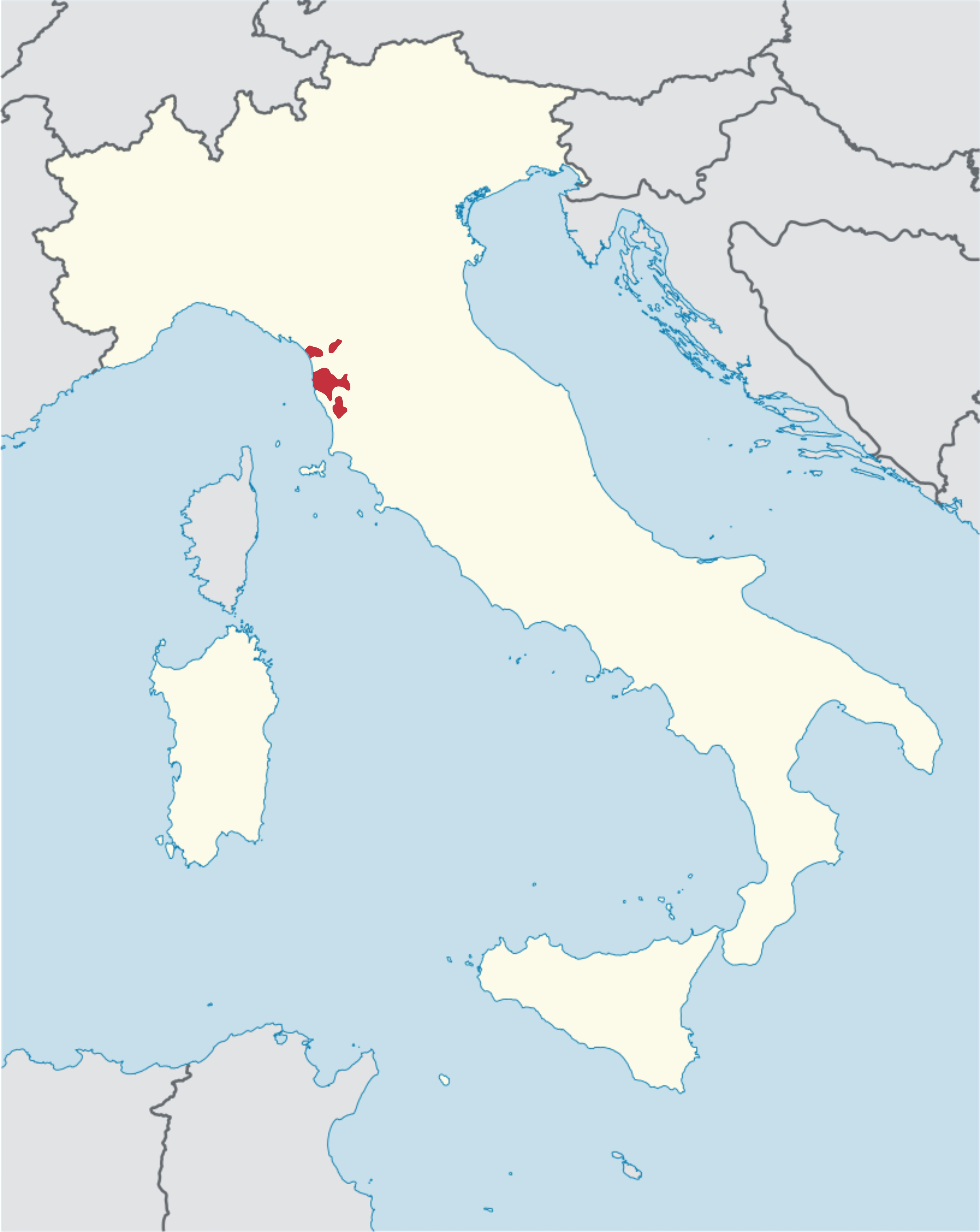
Situation de l'archidiocèse.

Le 26 avril 1478, l'archevêque Francesco Salviati est exécuté à Florence comme responsable de la conjuration des Pazzi. Au cours des quarante années suivantes, l'archidiocèse reste vacant et gouverné par des administrateurs apostoliques. Le 4 juillet 1797, le diocèse de Pontremoli est érigé et rattaché à la province ecclésiastique de Pise. En 1789, le pape Pie VI soustrait la piève de Massaciuccoli de l'archidiocèse de Pise pour le donner à Lucques, mais fusionne Seravezza et Barga avec Pise.
L'archidiocèse perd une partie de son territoire au profit de la création du diocèse de Livourne, érigé le 25 septembre 1806 par la bulle Militantis Ecclesiae du pape Pie VII et fait suffragant de Pise. En 1822, le diocèse de Massa est érigé, également suffragant de Pise. Les derniers suffragants regroupés dans la province ecclésiastique de Pise sont les diocèses de Pescia et Volterra en 1856. Du 6 au 13 juin 1965, Pise accueille le XVIIe congrès eucharistique national italien, auquel assiste le cardinal Ermenegildo Florit en qualité de légat pontifical.

## Sources
- (en) Catholic-Hierarchy

- (it) Cet article est partiellement ou en totalité issu de l’article de Wikipédia en italien intitulé « Arcidiocesi di Pisa » (voir la liste des auteurs).

### Articles liés
- Liste des diocèses et archidiocèses d'Italie
- Église catholique en Italie